# دون ريتشاردسون (موسيقي)
دون ريتشاردسون (بالإنجليزية: Don Richardson)‏ هو موسيقي نيوزلندي، ولد في 2 مارس 1928، وتوفي في 6 مارس 2008.